# Democràcia electrònica
L'anomenada democràcia electrònica (en anglès, electronic democracy), també democràcia digital o democràcia per internet, coneguda en anglès com e-democracy (e-DC), és l'ús de les TIC (informàtica, internet, computació mòbil i telecomunicacions) per crear espais de diàleg i reflexió social, accés a la informació de subjectes polítics (plans de treball, ideologia), exercici dels drets de participació política, i en la millora dels processos electorals en la relació entre ciutadans, subjectes polítics i institucions electorals.
És la democràcia que fa servir les noves tecnologies de la informació i els mitjans alternatius de comunicació per satisfer les seves necessitats en benefici de tots i per a millorar processos dins d'una república democràtica o democràcia representativa. És un desenvolupament polític que encara està en els seus inicis, i és un tema que genera molts debats i activitats en governs, grups cívics i societats d'arreu del món.